# Gerhard Thidigk
Gerhard Thidigk (* 22. September 1892 in Schubin; † Februar oder März 1945 in der UdSSR) war ein deutscher römisch-katholischer Geistlicher und Märtyrer.

## Leben
Gerhard Thidigk, Sohn eines Schulrektors, machte 1913 Abitur in Rößel und studierte in Braunsberg katholische Theologie. Im Ersten Weltkrieg leistete er als Freiwilliger Kriegsdienst und schied als Leutnant aus. Erst nach einer Ausbildung zum Apothekergehilfen nahm er das Theologiestudium wieder auf und wurde am 8. Februar 1925 in Frauenburg zum Priester geweiht.
Zu den Stationen seines Wirkens als Kaplan gehörten Seeburg und Allenstein. Von 1937 bis 1940 war er Pfarrer in Fischau. Nachdem er dieses Amt niedergelegt und in Danzig im Ruhestand gelebt hatte, nahm er gegen Ende des Zweiten Weltkriegs seinen Dienst als Kurat von Arys wieder auf. Nach dem Einmarsch der Roten Armee im Januar/Februar 1945 wurde er auf der Flucht in Korschen von Rotarmisten festgenommen und in den Ural verschleppt. Sein Tod während des Transports ist bezeugt. Er war 52 Jahre alt.

## Gedenken
Die Römisch-katholische Kirche in Deutschland hat Gerhard Thidigk als Märtyrer aus der Zeit des Nationalsozialismus in das deutsche Martyrologium des 20. Jahrhunderts aufgenommen.